# Zawisza Czarny
Ne doit pas être confondu avec Zawisza le Noir.
Le Zawisza Czarny ou SY Zawisza Czarny est une goélette à trois mâts appartenant à l'Association polonaise des Scouts et Guides (Polish Scouting and Guiding Association (en) ayant Gdynia en Pologne comme port d'attache.

## Histoire
Zawisza Czarny a été construit au chantier naval Remontowa à Gdańsk et lancé comme bateau de pêche, à coque acier, en 1952. Après cette utilisation, il a été remanié, entre 1961 et 1963 pour devenir un voilier comme navire-école. Il a été rallongé de trois mètres et équipé en trois-mâts et motorisé avec un vieux moteur diesel de sous-marin pour être classé en goélette à hunier.
Le navire porte le nom du légendaire chevalier de l'Ordre Teutonique Zawisza Czarny à la cour du roi Ladislas II Jagellon.
L'un des voyages les plus intéressants qu'il est organisé est certainement son voyage au cap Horn ou les sorties en bateau au cours desquelles la moitié de l'équipage était composée d'aveugles.
|         |
| en 2008 |

|            |
| Sous voile |

### Note et référence
- (pl) Cet article est partiellement ou en totalité issu de l’article de Wikipédia en polonais intitulé « SY Zawisza Czarny (1952) » (voir la liste des auteurs).